# Litouwen op de Olympische Jeugdwinterspelen 2012
Litouwen was een van de landen die deelnam aan de Olympische Jeugdwinterspelen 2012 in Innsbruck, Oostenrijk.

## Deelnemers en resultaten
(m) = mannen, (v) = vrouwen 

### Alpineskiën
| Olympiër           | Onderdeel           | Resultaat | Prestatie                           |
| ------------------ | ------------------- | --------- | ----------------------------------- |
| Rokas Zaveckas     | super g (m)         | 35e       | 1.12,29 (+7,84)                     |
| Rokas Zaveckas     | supercombinatie (m) | 28e       | 1.52,48 (+12,03) (1.10,40, 42,08)   |
| Rokas Zaveckas     | reuzenslalom (m)    | 29e       | 2.03,26 (+11,56) (1.03,30, 59,96)   |
| Rokas Zaveckas     | slalom (m)          | 24e       | 1.29,29 (+10,93) (46.05, 43,24)     |
|                    |                     |           |                                     |
| Laura Pamerneckyte | reuzenslalom (v)    | 36e       | 2.17,42 (+21,29) (1.08,12, 1.09,30) |
| Laura Pamerneckyte | slalom (v)          | -         | - (-) (DNF, -)                      |

### Biatlon
| Olympiër                                                                          | Onderdeel                 | Resultaat | Prestatie                                                           |
| --------------------------------------------------------------------------------- | ------------------------- | --------- | ------------------------------------------------------------------- |
| Arnoldas Mikelkevičius                                                            | 7,5 km sprint (m)         | 46e       | 24.02,1 (+4.40,4) pen.: 5 (2+3)                                     |
| Arnoldas Mikelkevičius                                                            | 10 km achtervolging (m)   | 47e       | +10.58,9 pen.: 10 (2+2+4+2)                                         |
|                                                                                   |                           |           |                                                                     |
| Gaudvile Nalivaikaite                                                             | 6 km sprint (v)           | 44e       | 22.40,7 (+5.13,0) pen.: 5 (2+3)                                     |
| Gaudvile Nalivaikaite                                                             | 7,5 km achtervolging (v)  | 43e       | +12.04,1 pen.:5 (2+1+2+0)                                           |
| Gaudvile Nalivaikaite Kristina Kazlauskaite Arnoldas Mikelkevičius Jaunius Drusys | biatlon/langlaufestafette | 22e       | 1:14.57,8 (3+9) 24.32,0 (2+3 0+2) 11.46,5 24.55,3 (0+1 1+3) 13.44,0 |

### Langlaufen
| Olympiër                                                                          | Onderdeel                 | Resultaat | Prestatie                                                           |
| --------------------------------------------------------------------------------- | ------------------------- | --------- | ------------------------------------------------------------------- |
| Jaunius Drusys                                                                    | 10 km klassiek (m)        | 33e       | 33.46,3 (+4.17,5)                                                   |
| Jaunius Drusys                                                                    | sprint (m)                | 36e       | kwalificatie                                                        |
|                                                                                   |                           |           |                                                                     |
| Kristina Kazlauskaite                                                             | 5 km klassiek (v)         | 29e       | 17.29,1 (+3.11,1)                                                   |
| Kristina Kazlauskaite                                                             | sprint (v)                | 20e       | kwartfinale                                                         |
|                                                                                   |                           |           |                                                                     |
| Gaudvile Nalivaikaite Kristina Kazlauskaite Arnoldas Mikelkevičius Jaunius Drusys | biatlon/langlaufestafette | 22e       | 1:14.57,8 (3+9) 24.32,0 (2+3 0+2) 11.46,5 24.55,3 (0+1 1+3) 13.44,0 |